# Dumitru Dumitriu
Dumitru Țiți Dumitriu  (n. 19 noiembrie 1945 în București, România) este un antrenor român de fotbal.
Este cunoscut și sub numele de Dumitriu III, fiind fratele mai mic lui Emil Dumitriu (Dumitru II) și al lui Toma Dumitriu (Dumitru I). Nu are niciun grad de rudenie cu cel poreclit "Bilă", Constantin Dumitriu (Dumitriu IV).

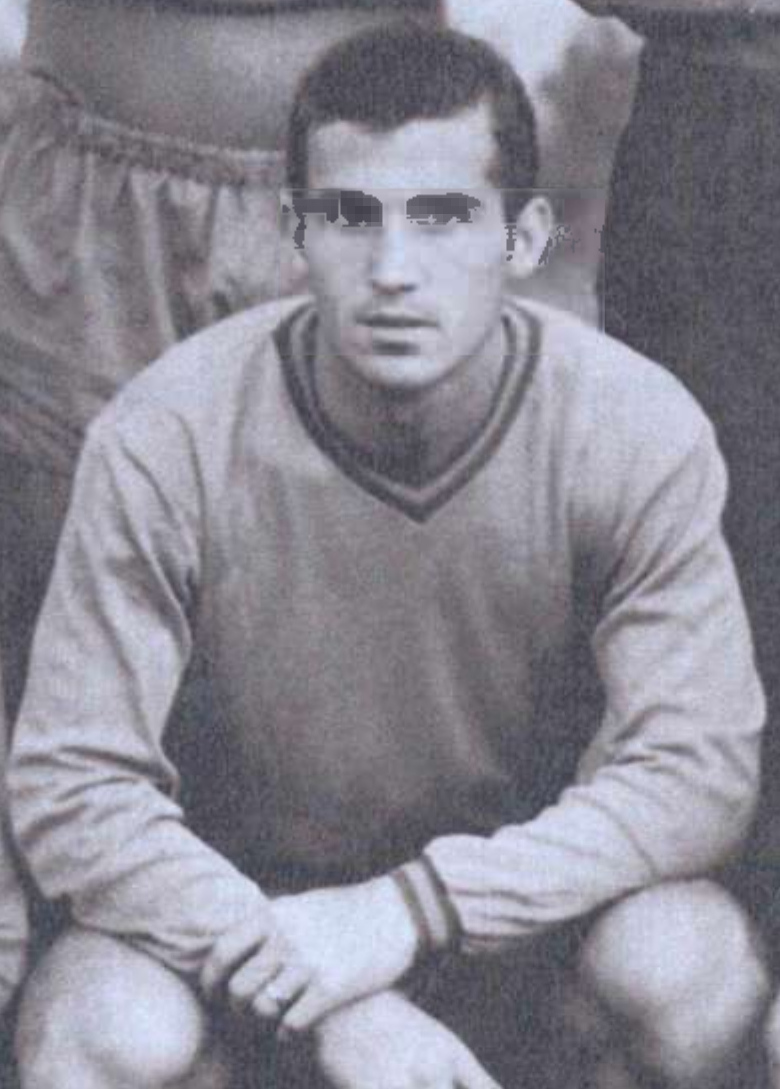
Dumitru Dumitriu în 1968

Ca jucător a activat de-a lungul carierei la multe echipe: Metalul Târgoviște, ASA Târgu Mureș, Steaua București, Rapid București, Olimpia Satu Mare, FC Galați și a încheiat la ICSIM București. A câștigat 3 Cupe ale României, toate cu Steaua București.
Și ca antrenor a activat la multe grupări, în primele trei eșaloane: Rapid Fetești (1977-1978), CS Botoșani (1978-1980), Ceahlăul Piatra Neamț (1980-1982), Autobuzul București (1982-1984), Steaua Mizil (1985-1986), Fepa 74 Bârlad (1987), naționala olimpică (1990), Dacia-Unirea Brăila (1992), Steaua (1994-1997 și 2005), AEK Atena (1997-1998), Apollon Limassol (1998), Rapid București (1999), Oțelul Galați (1999-2000), Rocar București (2000-2001), FCM Bacău (2002), FC Oradea (2004), Poli AEK Timișoara (2004), Politehnica Iași (2010). Cea mai importantă perioadă a avut-o la Steaua București cu care între 1994-1997 a câștigat 3 titluri și 2 cupe, totodată calificându-se în mai multe rânduri în grupele UEFA Champions League.
În sezonul 1997-1998 a ajuns în sferturile de finală ale Cupei Cupelor ca antrenor al lui AEK Atena pierzând dramatic calificarea în semifinale împotriva celor de la Lokomotiv Moscova în ultimele minute.
În martie 2008 a fost decorat cu Ordinul „Meritul Sportiv” clasa a III-a, pentru rezultatele obținute la turneele finale din perioada 1990-2000 și pentru întreaga activitate de antrenor.

## Palmares

### Jucător
Steaua București
- Cupa României (3): 1968–69, 1969–70, 1970–71

### Antrenor
Steaua București
- Liga I (3): 1994–95, 1995–96, 1996–97
- Cupa României (2): 1995-96, 1996-97
- Supercupa României (2): 1994, 1995

Rapid București
- Liga I (1): 1998–99(coautor - 4 etape)

Rocar București
- Cupa României runner-up (1):  2000–01

FCSB
- Liga I (1): 2004–05